# Elisabeth van Hessen (1539-1582)

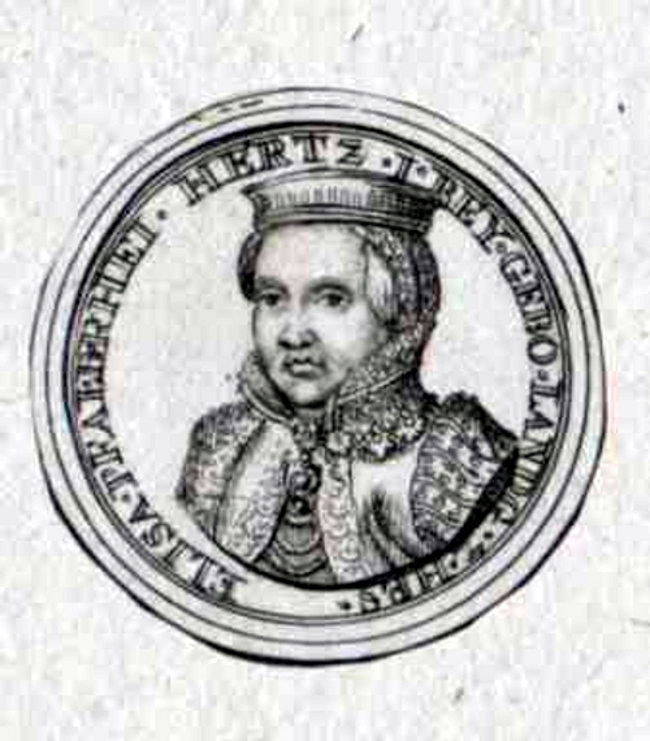
Elisabeth van Hessen.

Elisabeth van Hessen (Kassel, 13 februari 1539 — Heidelberg, 15 maart 1582) was van 1576 tot aan haar dood keurvorstin van de Palts. Ze behoorde tot het huis Hessen.

## Levensloop
Elisabeth was de vierde dochter van landgraaf Filips I van Hessen en diens eerste echtgenote Christina van Saksen, dochter van hertog George van Saksen.
Op 8 juli 1560 huwde ze in Marburg met Lodewijk VI (1539-1583), die vanaf 1572 keurvorst van de Palts was. Het echtpaar resideerde tot Lodewijks troonsbestijging in Amberg. Het was mede onder de invloed van de streng lutherse Elisabeth dat Lodewijk het lutheranisme doorvoerde in zijn domeinen.
De steeds zieker wordende Lodewijk VI had in zijn testament, naast hertog Lodewijk van Württemberg en markgraaf George Frederik I van Brandenburg-Ansbach, ook Elisabeth en haar broer Lodewijk IV van Hessen-Marburg als regent voor zijn minderjarige zoon Frederik IV bestemd. Desondanks werd de post van administrator van de Palts geclaimd door vorst Johan Casimir van Palts-Simmern, een agnaat van de jonge erfopvolger. Samen met haar aangestelde medevoogden vocht Elisabeth dit onsuccesvol aan bij het Rijkskamergerecht. Daarbij werd Johan Casimir zelfs ondersteund door Elisabeths broer Willem IV van Hessen-Kassel ondersteund, die haar streng lutherse invloed op Frederik en de politiek van de Palts vreesde. 
Elisabeth stierf echter een jaar voor haar echtgenoot, in maart 1582 op 43-jarige leeftijd. Ze werd bijgezet in de Heilige Geestkerk van Heidelberg.

## Nakomelingen
Elisabeth en haar echtgenoot Lodewijk VI kregen twaalf kinderen:
- Anna Maria (1561-1589), huwde in 1579 met de latere koning Karel IX van Zweden
- Elisabeth (1562-1562)
- Dorothea Elisabeth (1565-1565)
- Dorothea (1566-1568)
- Frederik Filips (1567-1567)
- Johan Frederik (1569-1569)
- Lodewijk (1570-1571)
- Catharina (1572-1586)
- Christina (1573-1619)
- Frederik IV (1574-1610), keurvorst van de Palts
- Filips (1575-1575)
- Elisabeth (1576-1577)